# Ed O'Brien
Edward "Ed" John O'Brien (Oxford, Inglaterra; 15 de abril de 1968) es un músico  británico, conocido por ser integrante de la banda Radiohead y de su banda solista EOB. Además de tocar la guitarra, usualmente se encarga de la parte vocal, los efectos de sonido y las percusiones. En 2003 la revista Rolling Stone lo situó en la Lista de los 100 guitarristas más grandes de todos los tiempos como el 59.º mejor guitarrista.

## Radiohead
Originalmente fue invitado a la banda por Thom Yorke debido a su parecido con Morrissey. En el grupo toca la guitarra eléctrica, además de hacer habitualmente armonías vocales y encargarse de la percusión en temas como "There There". También es conocido por su gran colección de pedales de efectos, que son una parte importante en el sonido único de Radiohead.
Entre sus contribuciones como compositor destacan el riff de guitarra de "Street Spirit (Fade Out)", el riff de apertura del tema "Go to Sleep", los efectos que cierran la canción "Karma Police", los efectos del inicio de "Lucky" o el tema "Treefingers", cuyos acordes de guitarra fueron procesados electrónicamente para que sonara como música ambient. O'Brien también escribió el tema instrumental "Meeting in the Aisle", "Lull" o la instrumentación de "Big Boots" (Man of War).

## Trabajo fuera de Radiohead
A finales de la década de los 90, Ed realizó varias contribuciones a la banda sonora del proyecto para la serie de la BBC Eureka Street. Durante las sesiones de Kid A y Amnesiac, tuvo un blog en la página de Radiohead donde daba a conocer un punto de vista más profundo acerca de cómo fueron grabados estos álbumes. En 2003, O’Brien contribuyó tocando la guitarra en varias canciones del álbum de Asian Dub Foundation titulado Enemy of the Enemy, concretamente "1000 Mirrors" (en la que también participa Sinéad O'Connor), "Blowback" y "Enemy of the Enemy".

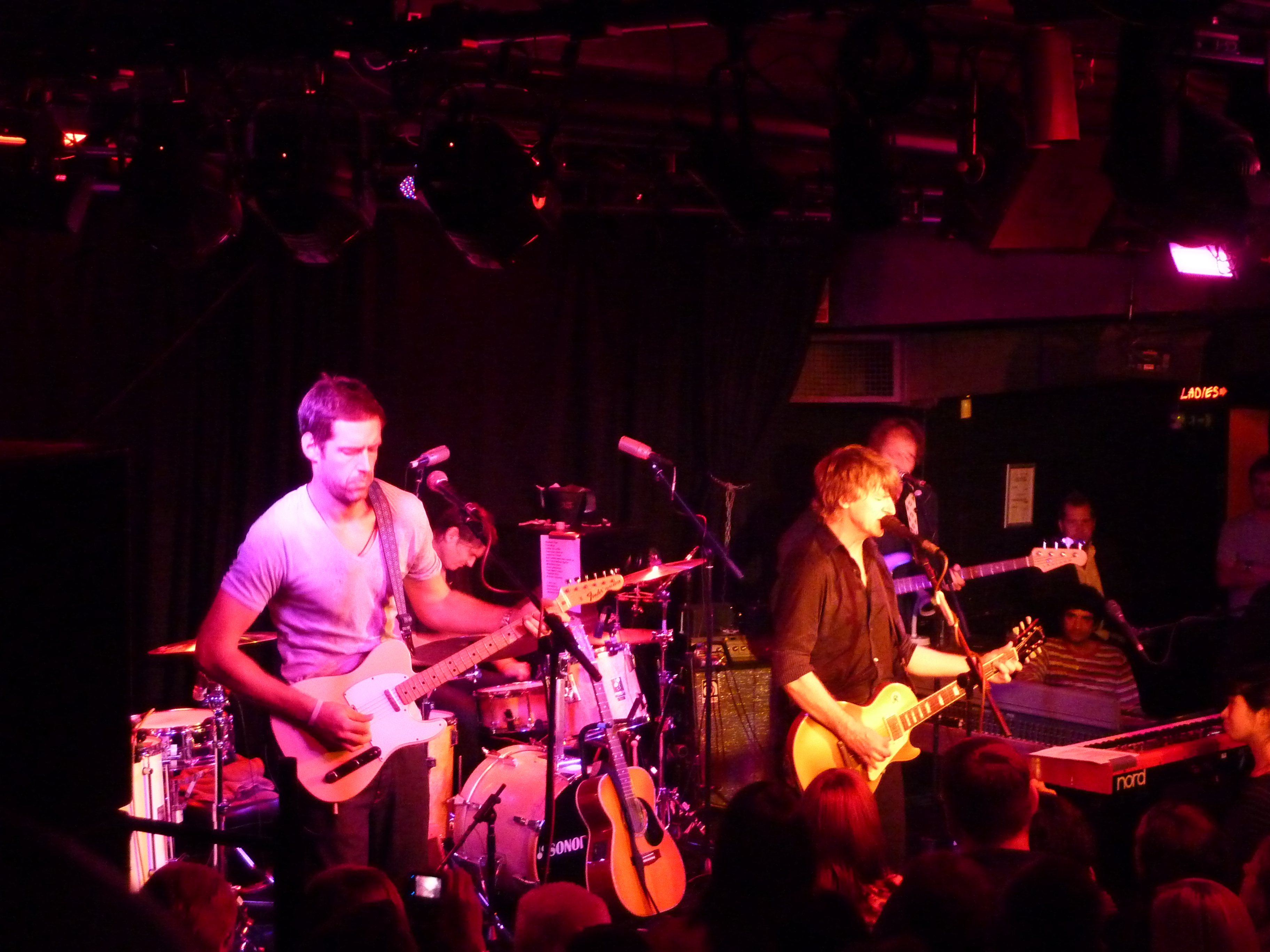
Ed (izqd.) tocando su Fender Telecaster con el supergrupo 7 Worlds Collide (2009).

Al igual que su compañero en Radiohead Phil Selway, Ed ha grabado y salido de gira con el supergrupo 7 Worlds Collide, un proyecto liderado por Neil Finn de Crowded House, participando en los álbumes 7 Worlds Collide (2001) y The Sun Came Out (2009), tanto tocando la guitarra como haciendo partes vocales. En este segundo álbum además coescribió dos canciones: "Learn to Crowl" y "Bodhisattva Blues".
Junto con su compañero de banda Phil Selway, programaron lecciones con el productor Phelan Kane en el Instituto de Interpretación Musical Contemporánea de Londres en 2001.
O'Brien es director fundador de la Featured Artists Coalition (FAC) desde 2009.
El 16 de diciembre de 2013, Ed coescribió con Thom Yorke, Peter Gabriel, Serj Tankian (System of a Down) y Tjinder Singh (Cornershop), una petición lanzada por la campaña Free Tibet destinada a Wu Aiying, Ministro de Justicia de China, solicitando la liberación de ocho cantantes tibetanos encarcelados en China: Lolo, Chakdor, Pema Trinley y Shawo Tashi, condenados en 2013, Kalsang Yarphel, detenido en 2013, y Ugyen Tenzin, Achok Phulsung y Choksal, condenados en 2012.

## Solista
Su primer álbum solista, "Earth", fue lanzado en 2020, bajo el seudónimo EOB.
O'Brien venía escribiendo canciones por años, pero la falta de confianza le hizo sentir que éstas tenían una "energía distinta" que se desdibujaría en Radiohead.
Su álbum cuenta con la participación del baterista Omar Hakim; Nathan East y Dave Okumu, miembros de Invisible; la cantante folk Laura Marling, el guitarrista de Portishead, Adrian Utley; el baterista de Wilco, Glenn Kotche y el bajista de Radiohead Colin Greenwood. El álbum y la música fueron inspirados por el tiempo que O'Brien vivió en Brasil y asistió a carnavales, a los que describió como "momento de eureka musical". Su primer sencillo, "Brasil", fue lanzado el 5 de diciembre de 2019, seguido por "Shangri-La", el 6 de febrero de 2020. O'Brien comenzó un tour por Norteamérica en febrero de 2020; pero el resto del "Earth Tour" fue cancelado debido a la pandemia de COVID.

## Vida personal
Está casado y tiene dos hijos: Salvador (2004) y Oona (2006).

## Equipamiento
Guitarras

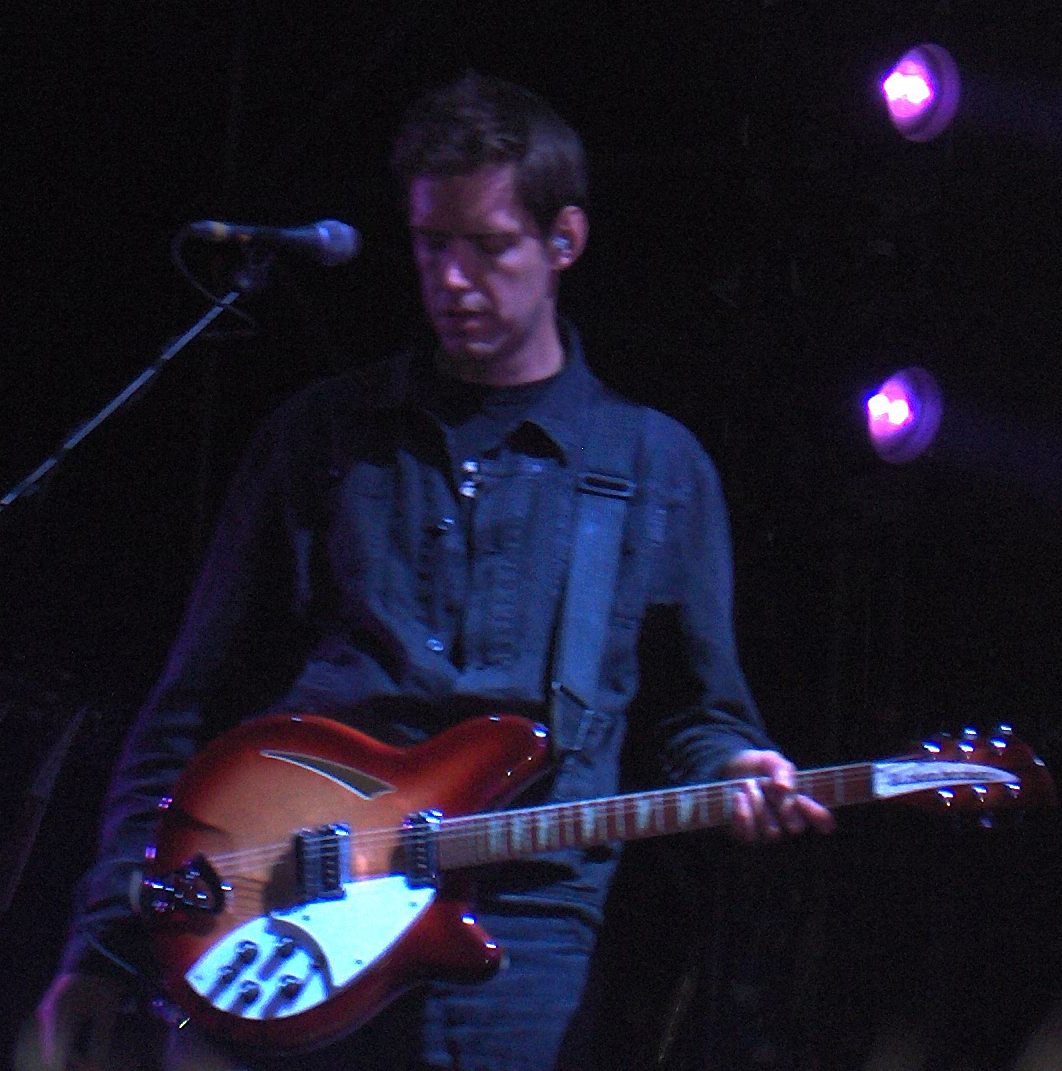
O'Brien con su Rickenbacker 360.

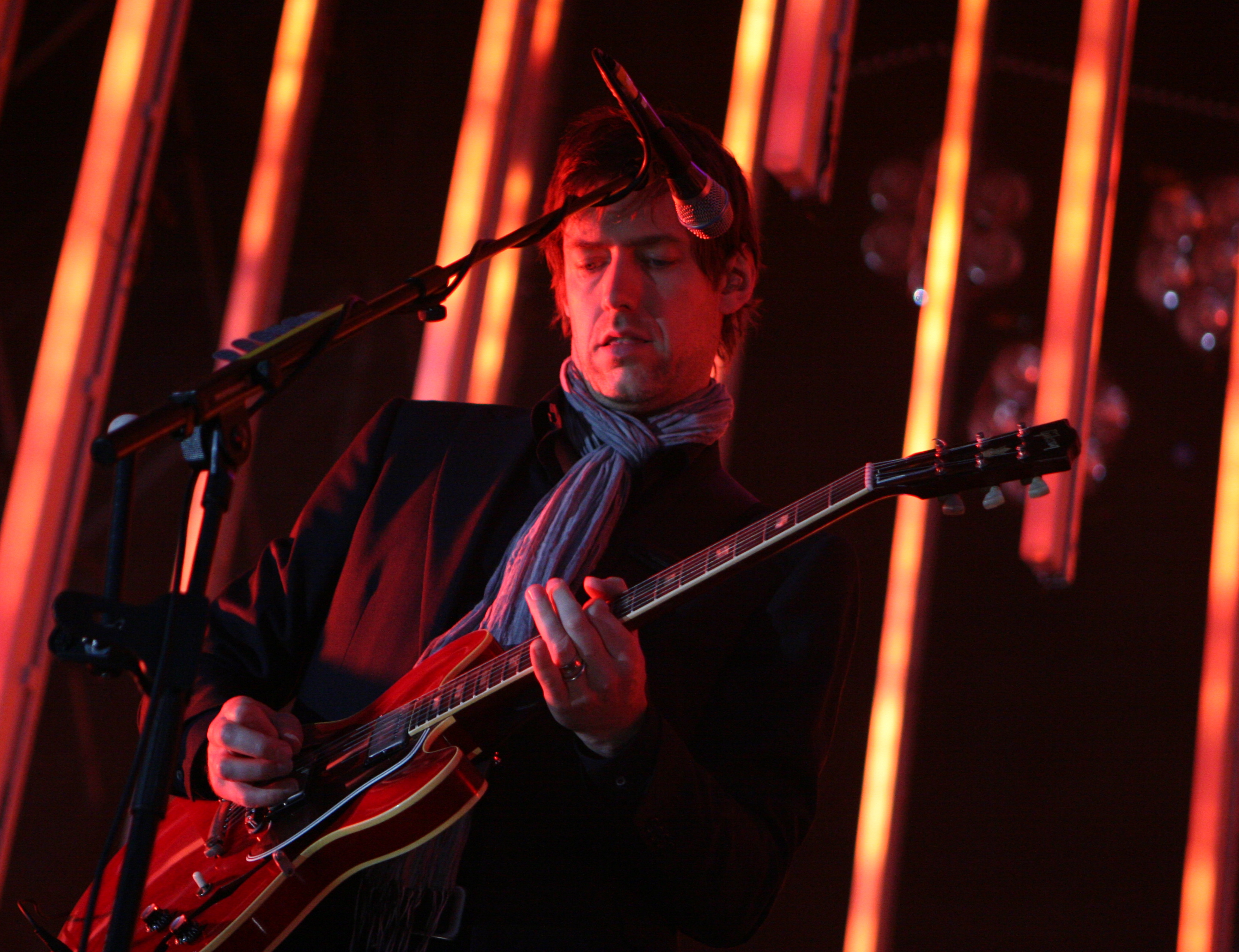
Ed tocando su Gibson ES-335.

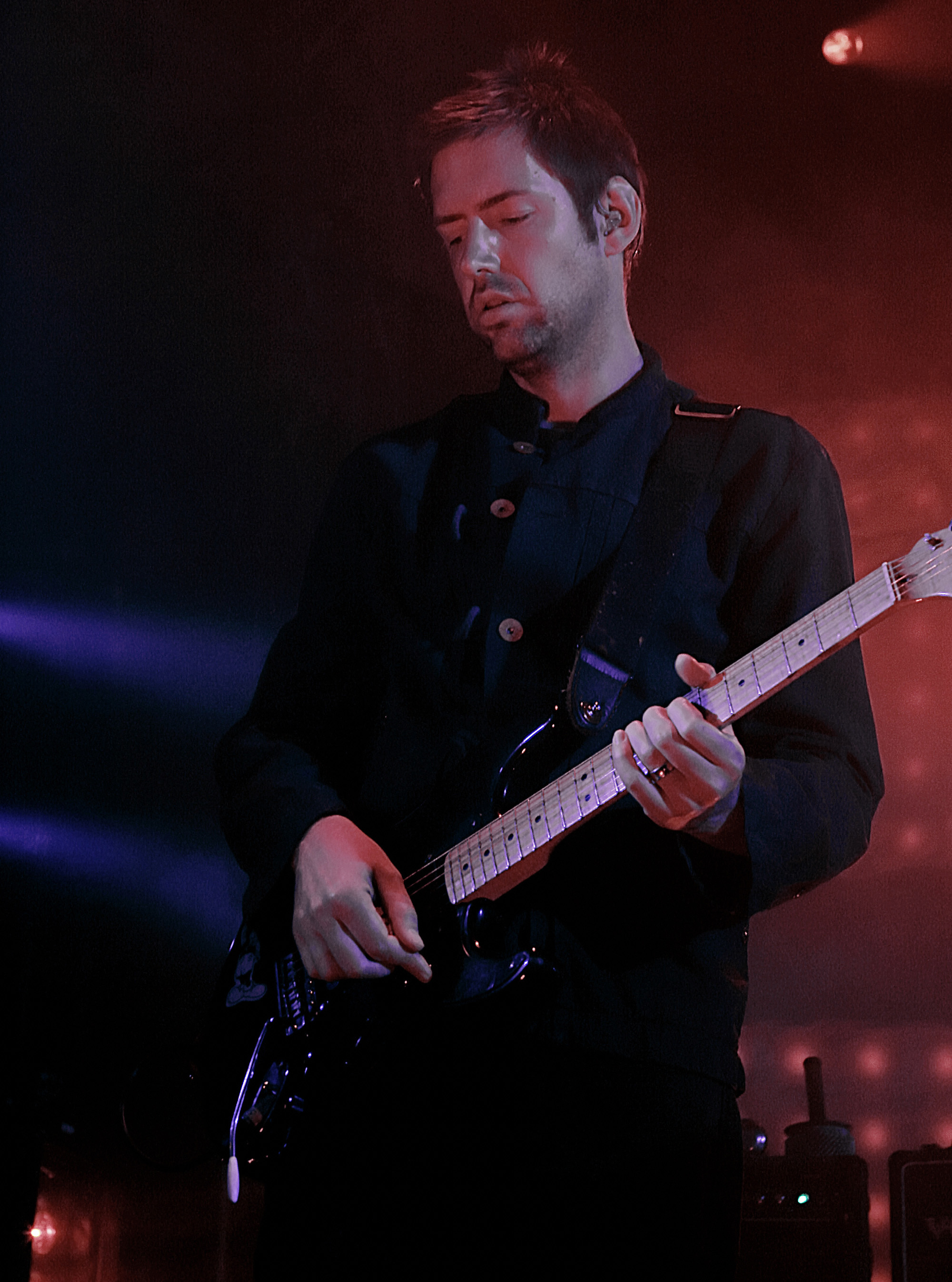
O'Brien con su Fender Eric Clapton Stratocaster.

- "Plank" guitar (remodelada por "Plank" para Ed)
- Rickenbacker 360 (x2)
- Fender Telecaster (x2)
- Gibson ES-330 (60s)
- Gibson ES-335 (60s)
- Fender Stratocaster (blanca)
- Fender Eric Clapton Stratocaster (negra) (x2)
- Fernandes Native Pro
- Gibson Les Paul Goldtop (perteneciente a Johnny Marr)
- Line 6 Variax 700
- Epiphone Casino
- Gibson Les Paul remodelada (usada para "The Daily Mail")
- Fender Jaguar Johnny Marr Signature (usada en The King of Limbs Tour)

Pedales de efectos
- Akai Headrush E1 and E2
- AMS Digital Delay
- BOSS CE-1 Chorus Ensemble
- BOSS DD-5 Digital Delay (x4)
- BOSS DD-7 Digital Delay
- BOSS FC-200 MIDI Foot Controller
- BOSS FS-5U
- BOSS FV-300L (ahora reemplazado por FV-500L)
- BOSS GE-7 Equalizer
- BOSS LS-2 Line Selector
- BOSS OD-1 Over Drive (Analog Man modificado)
- BOSS PN-2 Tremolo/Pan
- BOSS PSM-5 Power Supply & Master Switch
- BOSS RV-3 Digital Reverb/Delay
- BOSS SD-1 SUPER OverDrive
- BOSS TR-2 Tremolo
- BOSS TU-2 Chromatic Tuner
- Catalinbread Super Chili Picoso
- Crowther HotCake
- Demeter COMP-1 Compulator
- Diamond CPR-1 Compressor
- Diamond Memory Lane 2
- Diamond TRM-1 Tremolo
- Digitech Whammy IV
- DOD 440 Envelope Filter
- Dunlop Cry Baby
- Dunlop Stereo Tremolo
- Electro-Harmonix Deluxe Electric Mistress
- Electro-Harmonix Deluxe Memory Man
- Electro-Harmonix HOG
- Electro-Harmonix Holy Grail
- Electro-Harmonix Small Stone
- Electro-Harmonix Stereo Memory Man w/ Hazarai
- Ernie Ball VP JR.
- Ibanez Tube Screamer TS-808
- Klon Centaur
- KORG A2
- Line 6 DL4 Delay Modeler
- Line 6 Pod PRO
- Lovetone Big Cheese
- Lovetone Doppelganger
- Lovetone Meatball
- Lovetone Ring Stinger
- Lovetone Wobulator
- Marshall ShredMaster
- Mesa Boogie Footswitch
- Molten Voltage Molten MIDI 5 (programado para controlar Whammy V)
- Molten Voltage OZ (Strymon TimeLine Looper Controller)
- Morley Bad Horsie
- MXR Dyna Comp
- MXR Micro Amp
- MXR Phase 90
- Peterson StroboStomp 2
- Roger Linn AdrenaLinn II
- Roland SP-303 Dr. Sample
- Roland Space Echo (usado en la época pre-OK Computer)
- Strymon TimeLine
- ToadWorks True-Bypass Looper
- Voodoo Lab Commander
- Voodoo Lab Pedal Power 2 Plus
- Voodoo Lab Pedal Switcher
- Voodoo Lab Sparkle Drive
- Whirlwind Selector A/B

Esta lista de pedales de efectos está incompleta, pero son la mayoría de los identificados en los últimos años. No todos los pedales fueron usados durante el mismo tiempo. En 2006, un controlador MIDI tomó el lugar de muchos pedales de delay.
Ed también usa frecuentemente un E bow.
Amplificadores
- Vox AC30 (x2) (usado para limpieza, modulación y tonos delay)
- Mesa Boogie Dual Rectifier Trem-O-Verb (x2) (usado para tonos distorsionados)
- Line 6 VETTA II
- Fender Super-Sonic 112 combo, alimentado en un gabinete Super-Sonic 212 (usado en el webcast "Thumbs Down")
- Fender Vibro-King (usado en directo desde la época de The King of Limbs)

Otros
- Ed toca la cabasa en "Paranoid Android".
- El piano Rhodes en "In Limbo".
- El sacudidor en las actuaciones en directo de "Idioteque".
- El sintetizador en la grabación de estudio de "Like Spinning Plates" y "Dollars and Cents" de Amnesiac.
- La pandereta durante "Reckoner".
- El bajo cuando Radiohead versionó "Ceremony" de New Order en el webcast "Thumbs Down". También lo usa con el supergrupo 7 Worlds Collide.
- Percusión adicional en "There There" y "Pearly*".
- El autoarpa en las grabaciones de estudio de "15 Step" y "All I Need" de In Rainbows.